# Chrysopa dorsalis
Chrysopa dorsalis är en insektsart som beskrevs av Hermann Burmeister 1839. Chrysopa dorsalis ingår i släktet Chrysopa och familjen guldögonsländor. Arten är reproducerande i Sverige. Inga underarter finns listade i Catalogue of Life.